# Szymon Ziółkowski

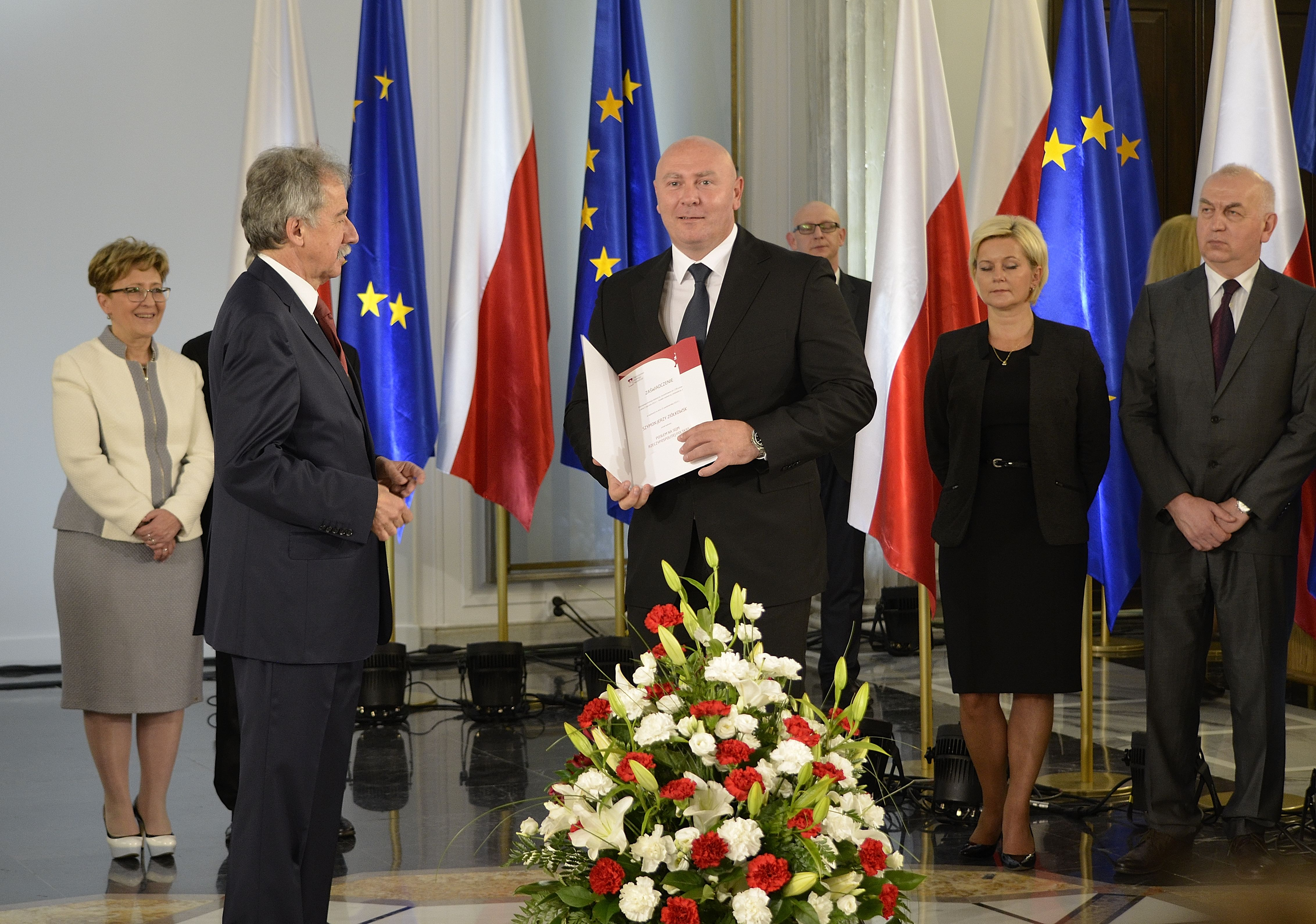
Szymon Ziółkowski odbierający z rąk przewodniczącego Państwowej Komisji Wyborczej Wojciecha Hermelińskiego zaświadczenie o wyborze na posła VIII kadencji Sejmu (2015)

Szymon Jerzy Ziółkowski (ur. 1 lipca 1976 w Poznaniu) – polski lekkoatleta, młociarz, mistrz olimpijski i mistrz świata, trener, poseł na Sejm VIII kadencji.

## Życiorys

### Kariera sportowa
Pochodzi z rodziny o sportowych tradycjach. Rzut młotem uprawiał jego ojciec Jerzy, który w latach 1958–1961 był zawodnikiem Energetyka Poznań (rekord życiowy 54,80), a także siostra Michalina. Sport w rodzinie uprawiał również jego brat Paweł. Szymon Ziółkowski został zawodnikiem klubu sportowego AZS Poznań. Trenowali go Czesław Cybulski, Krzysztof Kaliszewski i następnie Grzegorz Nowak
Należy do najbardziej utytułowanych polskich lekkoatletów. Uzyskiwał rekordy Polski juniorów, zdobył tytuły mistrza świata i Europy w tej kategorii wiekowej. W 2000 wywalczył złoty medal na Letnich Igrzyskach Olimpijskich w Sydney. Uczestniczył również w igrzyskach olimpijskich w Atlancie (1996), Atenach (2004), Pekinie (2008) i Londynie (2012). W dorobku uzyskał trzy medale mistrzostw świata, w tym tytuł mistrzowski wywalczony w Edmonton (2001).
Pięciokrotnie z rzędu (2004–2008) zwyciężył w superlidze Pucharu Europy. Wywalczył brązowy medal mistrzostw Europy w 2012 w Helsinkach. W sezonach 1995–2009 czternastokrotnie uzyskiwał najlepsze rezultaty w Polsce w rzucie młotem. Wyjątkiem był sezon 2003, kiedy to z powodu kontuzji wystartował jedynie dwukrotnie.
Szymon Ziółkowski jest sześciokrotnym rekordzistą Polski i czternastokrotnym mistrzem Polski seniorów (1996, 1997, 1999, 2000, 2001, 2002, 2004, 2005, 2006, 2007, 2008, 2009, 2011, 2013). Karierę sportową oficjalnie zakończył w 2016.

### Wykształcenie, działalność zawodowa i publiczna

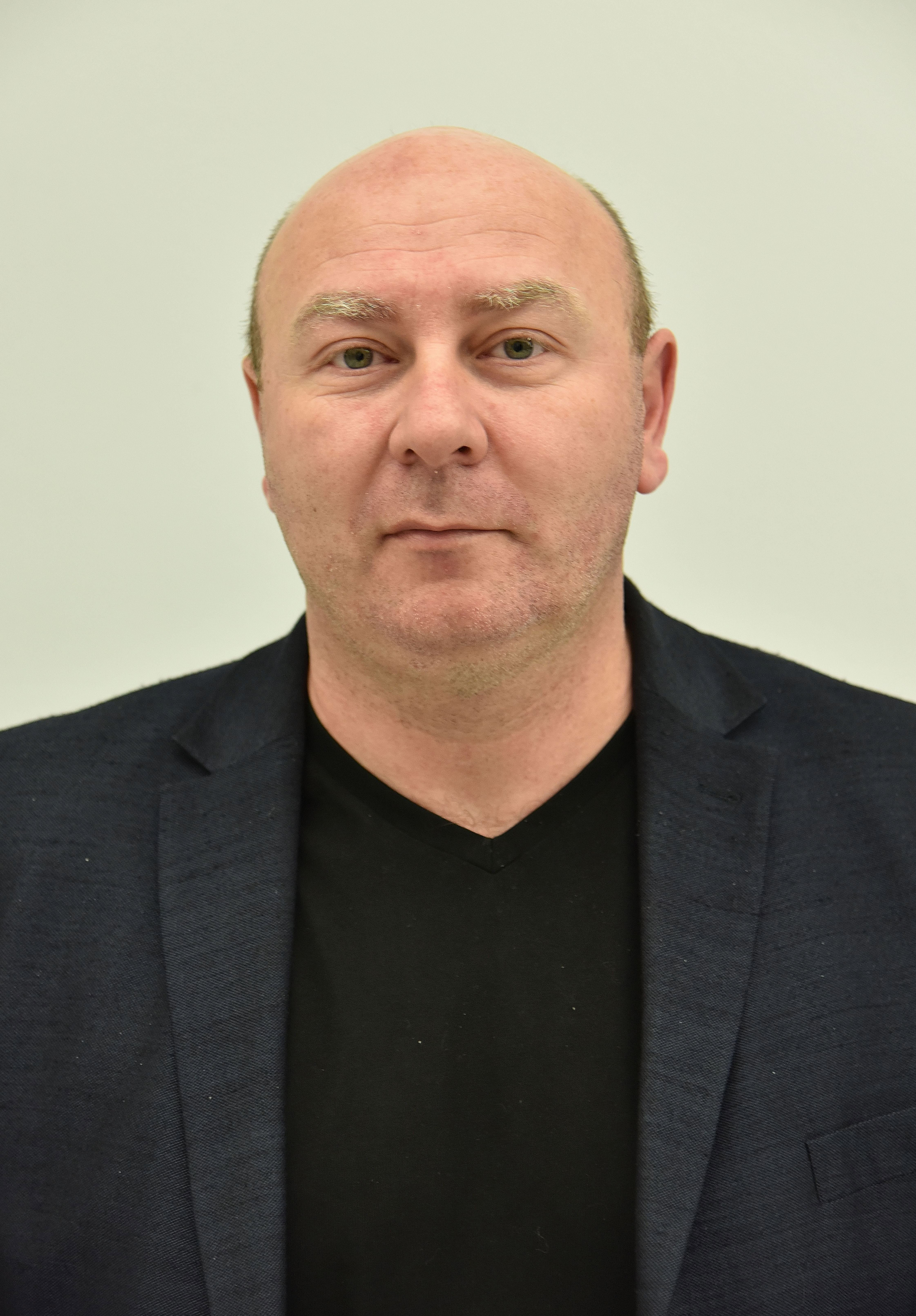
Szymon Ziółkowski w Sejmie (2016)

Uczył się w Szkole Podstawowej nr 34 w Poznaniu. Absolwent poznańskiego liceum zawodowego. Po maturze ukończył studia licencjackie z matematyki na Uniwersytecie im. Adama Mickiewicza.
Od 1 stycznia 2010 do 31 grudnia 2013 zasiadał w radzie zawodniczej IAAF.
Był członkiem honorowego komitetu poparcia Bronisława Komorowskiego przed wyborami prezydenckimi w 2010 i w 2015. W wyborach samorządowych w 2014 bez powodzenia kandydował do sejmiku wielkopolskiego z listy organizowanego przez Ryszarda Grobelnego komitetu Teraz Wielkopolska.
W wyborach parlamentarnych w 2015 znalazł się na pierwszym miejscu listy Platformy Obywatelskiej w okręgu poznańskim. Uzyskał mandat posła VIII kadencji, otrzymując 29 760 głosów. W wyborach w 2019 nie uzyskał poselskiej reelekcji, zdobywając 12 657 głosów. Opuścił PO w kwietniu 2022.
W 2020 został trenerem młociarza Pawła Fajdka.

## Odznaczenia i wyróżnienia
Ordery i odznaczenia
Odznaczony Krzyżem Kawalerskim (2000), Oficerskim (2009) oraz Komandorskim (2021) Orderu Odrodzenia Polski.
Nagrody i wyróżnienia
W 2001 zajął 8. miejsce w plebiscycie EAA na najlepszego lekkoatletę Europy. W plebiscycie „Przeglądu Sportowego” dwukrotnie plasował się na trzeciej pozycji (2000, 2001). W 2001 i 2005 zdobył Złote Kolce – nagrodę dla najlepszego polskiego lekkoatlety sezonu. Wyróżniony tytułem „Giganta 2001” przez poznański oddział „Gazety Wyborczej”.
Został uznany za najlepszego polskiego młociarza stulecia 1919–2019 według Polskiego Związku Lekkiej Atletyki.

## Osiągnięcia
| Rok  | Impreza                                 | Miejsce       | Lokata      | Wynik        |
| ---- | --------------------------------------- | ------------- | ----------- | ------------ |
| 1992 | Europejskie Igrzyska Młodzieży Szkolnej | Caen          | 2. miejsce  | 71,66 (5 kg) |
| 1993 | Mistrzostwa Europy juniorów             | San Sebastián | 7. miejsce  | 62,42        |
| 1994 | Mistrzostwa świata juniorów             | Lizbona       | 1. miejsce  | 70,44        |
| 1995 | Mistrzostwa Europy juniorów             | Nyíregyháza   | 1. miejsce  | 75,42        |
| 1996 | I liga pucharu Europy                   | Fana          | 1. miejsce  | 77,22        |
| 1996 | Igrzyska olimpijskie                    | Atlanta       | 10. miejsce | 76,64        |
| 1997 | I liga pucharu Europy                   | Praga         | 1. miejsce  | 74,78        |
| 1997 | Młodzieżowe mistrzostwa Europy          | Turku         | 2. miejsce  | 73,68        |
| 1998 | Mistrzostwa Europy                      | Budapeszt     | 5. miejsce  | 78,16        |
| 1999 | Superliga pucharu Europy                | Paryż         | 2. miejsce  | 78,67        |
| 2000 | I liga pucharu Europy                   | Bydgoszcz     | 1. miejsce  | 79,66        |
| 2000 | Igrzyska olimpijskie                    | Sydney        | 1. miejsce  | 80,02        |
| 2001 | Superliga pucharu Europy                | Brema         | 1. miejsce  | 80,87        |
| 2001 | Igrzyska frankofońskie                  | Ottawa        | 1. miejsce  | 79,89        |
| 2001 | Mistrzostwa świata                      | Edmonton      | 1. miejsce  | 83,38        |
| 2001 | Igrzyska dobrej woli                    | Brisbane      | 2. miejsce  | 80,71        |
| 2004 | Superliga pucharu Europy                | Bydgoszcz     | 1. miejsce  | 77,27        |
| 2004 | Igrzyska olimpijskie                    | Ateny         | 13. miejsce | 76,17        |
| 2005 | Superliga pucharu Europy                | Florencja     | 1. miejsce  | 79,14        |
| 2005 | Mistrzostwa świata                      | Helsinki      | 2. miejsce  | 79,35        |
| 2005 | Światowy finał IAAF                     | Szombathely   | 4. miejsce  | 77,49        |
| 2006 | Superliga pucharu Europy                | Malaga        | 1. miejsce  | 79,31        |
| 2006 | Mistrzostwa Europy                      | Göteborg      | 5. miejsce  | 78,97        |
| 2006 | Światowy finał IAAF                     | Stuttgart     | 7. miejsce  | 77,44        |
| 2006 | DécaNation                              | Paryż         | 1. miejsce  | 79,25        |
| 2007 | Superliga pucharu Europy                | Monachium     | 1. miejsce  | 77,99        |
| 2007 | Mistrzostwa świata                      | Osaka         | 7. miejsce  | 80,09        |
| 2007 | Światowy finał IAAF                     | Stuttgart     | 8. miejsce  | 74,54        |
| 2008 | Superliga pucharu Europy                | Annecy        | 1. miejsce  | 77,99        |
| 2008 | Igrzyska olimpijskie                    | Pekin         | 7. miejsce  | 79,22        |
| 2008 | Światowy finał IAAF                     | Stuttgart     | 4. miejsce  | 75,33        |
| 2009 | Superliga drużynowych mistrzostw Europy | Leiria        | 2. miejsce  | 78,01        |
| 2009 | Mistrzostwa świata                      | Berlin        | 2. miejsce  | 79,30        |
| 2009 | Światowy finał IAAF                     | Saloniki      | 6. miejsce  | 76,96        |
| 2010 | Mistrzostwa Europy                      | Barcelona     | 5. miejsce  | 77,99        |
| 2011 | Mistrzostwa świata                      | Daegu         | 7. miejsce  | 77,64        |
| 2012 | Mistrzostwa Europy                      | Helsinki      | 3. miejsce  | 76,67        |
| 2012 | Igrzyska olimpijskie                    | Londyn        | 7. miejsce  | 77,10        |
| 2013 | Mistrzostwa świata                      | Moskwa        | 9. miejsce  | 76,84        |
| 2014 | Mistrzostwa Europy                      | Zurych        | 5. miejsce  | 78,41        |

## Rankingi
Ranking Track and Field News
| Rok  | Pozycja |
| ---- | ------- |
| 1996 | 10.     |
| 1998 | 9.      |
| 2000 | 1.      |
| 2001 | 2.      |
| 2007 | 7.      |
| 2008 | 5.      |
| 2009 | 4.      |
| 2011 | 10.     |
| 2012 | 8.      |
| 2013 | 7.      |

## Progresja wyników
| Rok  | Wiek    | Wynik                              | W Polsce | W świecie |
| ---- | ------- | ---------------------------------- | -------- | --------- |
| 1989 | 13 lat  | 39,84 (5 kg)                       | –        | –         |
| 1990 | 14 lat  | 43,94 48,80 (6,25 kg) 58,22 (5 kg) | 52.      | –         |
| 1991 | 15 lat  | 55,96 61,80 (6,25 kg) 71,06 (5 kg) | 17.      | –         |
| 1992 | 16 lat  | 63,84 69,56 (6,25 kg)              | 6.       | –         |
| 1993 | 17 lat  | 67,34 74,28 (6,25 kg)              | 5.       | –         |
| 1994 | 18 lat  | 72,48                              | 3.       | 77.       |
| 1995 | 19 lat  | 75,42                              | 1.       | 45.       |
| 1996 | 20 lat  | 79,52                              | 1.       | 10.       |
| 1997 | 21 lat  | 79,14                              | 1.       | 10.       |
| 1998 | 22 lata | 79,58                              | 1.       | 16.       |
| 1999 | 23 lata | 79,01                              | 1.       | 23.       |
| 2000 | 24 lata | 81,42                              | 1.       | 9.        |
| 2001 | 25 lat  | 83,38                              | 1.       | 3.        |
| 2002 | 26 lat  | 79,78                              | 1.       | 22.       |
| 2003 | 27 lat  | 76,97                              | 3.       | 41.       |
| 2004 | 28 lat  | 79,41                              | 1.       | 17.       |
| 2005 | 29 lat  | 79,35                              | 1.       | 17.       |
| 2006 | 30 lat  | 82,31                              | 1.       | 3.        |
| 2007 | 31 lat  | 80,70                              | 1.       | 7.        |
| 2008 | 32 lata | 79,55                              | 1.       | 20.       |
| 2009 | 33 lata | 79,30                              | 1.       | 11.       |
| 2010 | 34 lata | 77,51                              | 2.       | 16.       |
| 2011 | 35 lat  | 79,02                              | 1.       | 12.       |
| 2012 | 36 lat  | 78,51                              | 2.       | 19.       |
| 2013 | 37 lat  | 78,79                              | 2.       | 13.       |
| 2014 | 38 lat  | 78,41                              | 2.       | 9.        |
| 2015 | 39 lat  | 73,15                              |          |           |

## Rekordy
Rekordy Polski
| Data       | Miejsce          | Rezultat |
| ---------- | ---------------- | -------- |
| 06.08.2000 | Kraków           | 80,39    |
| 20.08.2000 | Warszawa         | 81,42    |
| 16.03.2001 | Roodepoort       | 82,13    |
| 04.06.2001 | Rehlingen        | 82,36    |
| 15.06.2001 | Clermont-Ferrand | 82,47    |
| 05.08.2001 | Edmonton         | 83,38    |

Rekord życiowy
| Miejsce | Wynik | Miejsce  | Data            | Wynik w historii |
| ------- | ----- | -------- | --------------- | ---------------- |
| stadion | 83,38 | Edmonton | 5 sierpnia 2001 | 15.              |